# Hans-Jürgen Riediger
Hans-Jürgen Riediger (Finsterwalde, 20 de Dezembro de 1955) é um ex-futebolista alemão que atuava como atacante.

## Carreira
Nascido na extinta Alemanha Oriental, Riediger defenderia durante sua curta carreira apenas o Dínamo Berlim,onde faria grande sucesso. Após defender durante quase três anos as categorias de base do clube, recebeu suas primeiras oportunidades na equipe principal com apenas dezessete anos. Sua estreia aconteceu numa partida contra em 22 de agosto de 1973, contra o Hansa Rostock.
Com boas atuações, acabaria recebendo suas primeiras convocações para a Seleção Alemã Oriental, fazendo sua estreia numa partida contra à Bulgária em 26 de março de 1975. No ano seguinte, estaria no elenco que conquistou a medalha de ouro nos Jogos Olímpicos, tendo disputado três partidas (incluindo a final) e marcaria um tento na vitória à França por 4 x 0 nas quartas-de-final.
A partir de sua sexta temporada, o Dínamo conquistaria consecutivamente os dez campeonatos nacionais seguintes, porém, Riediger estaria presente apenas nas cinco primeiras conquistas. Após iniciar a temporada 1982-83 marcando dezesseis tentos nas quinze primeiras partidas no campeonato, Riediger acabaria sofrendo uma grave lesão do joelho, tendo que abreviar sua carreira com apenas 27 anos.[carece de fontes?] Ao todo, disputaria 234 partidas na carreira (sendo 41 pela Alemanha Oriental) e marcaria 111 tentos (sendo seis pela seleção).

## Títulos
Dínamo Berlim
- Campeonato da Alemanha Oriental: 1979, 1980, 1981, 1982 e 1983

Alemanha Oriental
- Jogos Olímpicos: 1976